# مسابقات جهانی ژیمناستیک هنری ۱۹۹۶
مسابقات جهانی ژیمناستیک هنری ۱۹۹۶ سی و دومین دوره مسابقات جهانی ژیمناستیک هنری است که در سان خوآن، پورتوریکو از ۱۵ تا ۲۰ اکتبر ۱۹۹۶ میلادی برگزار شده است.

## جدول مدال‌ها
| رده | کشور                |    |    |   | مجموع |
| --- | ------------------- | -- | -- | - | ----- |
| ۱   | روسیه               | ۳  | ۲  | ۱ | ۶     |
| ۲   | رومانی              | ۲  | ۲  | ۱ | ۵     |
| ۳   | بلاروس              | ۲  | ۱  | ۱ | ۴     |
| ۴   | ایتالیا             | ۱  | ۱  | ۰ | ۲     |
| ۵   | اوکراین             | ۱  | ۰  | ۲ | ۳     |
| ۶   | چین                 | ۱  | ۰  | ۱ | ۲     |
| ۷   | کره شمالی           | ۱  | ۰  | ۰ | ۱     |
| ۷   | اسپانیا             | ۱  | ۰  | ۰ | ۱     |
| ۹   | بلغارستان           | ۰  | ۲  | ۰ | ۲     |
| ۱۰  | کره جنوبی           | ۰  | ۱  | ۰ | ۱     |
| ۱۰  | مجارستان            | ۰  | ۱  | ۰ | ۱     |
| ۱۰  | سوئیس               | ۰  | ۱  | ۰ | ۱     |
| ۱۳  | کوبا                | ۰  | ۰  | ۱ | ۱     |
| ۱۳  | ایالات متحده آمریکا | ۰  | ۰  | ۱ | ۱     |
| ۱۳  | فرانسه              | ۰  | ۰  | ۱ | ۱     |
|     | مجموع               | ۱۲ | ۱۱ | ۹ | ۳۲    |